# Savigny-lès-Beaune
Savigny-lès-Beaune là một xã trong tỉnh Côte-d'Or, thuộc vùng Bourgogne-Franche-Comté của nước Pháp, có dân số là 1.422 người (thời điểm 1999). Xã cách Beaune khoảng 3,5 km, rất nổi tiếng về rượu vang.

## Nhân khẩu học
| 1962  | 1968  | 1975  | 1982  | 1990  | 1999  |
| ----- | ----- | ----- | ----- | ----- | ----- |
| 1 220 | 1 285 | 1 410 | 1 404 | 1 392 | 1 422 |